# Caladenia fragrantissima
Caladenia fragrantissima là một loài thực vật có hoa trong họ Lan. Loài này được D.L.Jones & G.W.Carr mô tả khoa học đầu tiên năm 1989.